# Ian Richardson
Ian William Richardson, CBE (Edimburgo, 7 de Abril de 1934 — Londres, 9 de Fevereiro de 2007) foi um actor britânico nascido na Escócia, que ficou mais conhecido pelo seu papel do maquiavélico político Francis Urquhart, na trilogia da BBC, House of Cards.

## Início de vida
Richardson estudou na Tynecastle High School na sua cidade natal, e na Royal Scottish Academy of Music and Drama em Glasgow. Depois de um período no Birmingham Repertory Theatre, actual Old Rep, e subsequentemente apareceu com a Royal Shakespeare Company, da qual foi membro fundador, de 1960 a 1975.

## Carreira
Atuou na produção de Peter Brook, Marat/Sade para a RSC e na Broadway em 1965. Ele viria a representar o papel de Jean-Paul Marat novamente na versão cinematográfica de 1967. Mais tarde, desempenhou o papel de Professor Henry Higgins na reposição de 1976 de My Fair Lady e recebeu a nomeação para um "Tony Award". também apareceu na Broadway em 1981 na produção original de Edward Albee, Lolita, uma adaptação do livro de Vladimir Nabokov, mas essa produção não é recordada como um sucesso.
Desempenhou um papel musical no cinema - o padre em Man of La Mancha, a versão para o ecrã de 1972 do sucesso musical da Broadway. Em 1987, desempenhou uma variante desse papel, quando protagonizou o Bispo de Motopo no telefilme não-musical Monsignor Quixote, baseado na versão modernizada da história de D. Quixote, de Graham Greene.
Apareceu em muitos filmes, incluindo Brazil (1985), Dark City (1998), Polonius em Rosencrantz & Guildenstern Are Dead (1990), o mordomo de Martin Landau no filme de Halle Berry B*A*P*S (1997), e Mr. Torte, o solicitador de Cruella de Vil, no filme 102 Dalmatians (2000).
Richardson também nos deu memoráveis apresentações televisivas: tais como Bill Haydon (Tailor) na adaptação da BBC de Tinker, Tailor, Soldier, Spy; Sir Godber Evans na adaptação do Channel 4 de Porterhouse Blue; e o Major Neuheim no premiado Private Schulz. Também protagonizou Murder Rooms: The Dark Beginnings of Sherlock Holmes (uma produção da BBC também transmitida na PBS, (Mystery! séries nos Estados Unidos da América), representando o papel de  Dr. Joseph Bell, o mentor de Arthur Conan Doyle. Ele havia representado antes Sherlock Holmes em duas versões televisivas da década de 1980 de O cão dos Baskervilles e O signo dos quatro. Em 2003 representou o papel recorrente do vilão Canon Black na curta série de fantasia da BBC Strange e como Lord Groan na produção da BBC Gormenghast (2000).
Richardson ganhou o BAFTA (Best Television Actor Award) por House of Cards, e foi nomeado pelas duas sequelas To Play the King e The Final Cut, tal como pelo filme de 1992 An Ungentlemanly Act.
Também foi familiar dos telespectadores americanos como o homem no Rolls-Royce que pergunta "Pardon me, would you have any Grey Poupon?" no comercial para a mostarda Dijon.
Foi feito Comandante do Império Britânico em 1989.
No início da década de 2000, Richardson juntou Sir Derek Jacobi, Sir Donald Sinden e Dame Diana Rigg num tour internacional de The Hollow Crown. Um tour canadiano substituiu Jacobi por Alan Howard e Rigg por Vanessa Redgrave. Também apareceu em The Creeper por Pauline Macaulay no Playhouse Theatre em Londres, e em tour.
Em 2005, tomou o papel de um curiosamente objectivo chanceler no drama televisivo de grande sucesso Bleak House.  Em Junho de 2006 recebeu um doutoramento honorário pela Universidade de Stirling. A honra foi-lhe conferida pelo chanceler universitário, a colega Dame Diana Rigg.  Em dezembro de 2006, Richardson protagonizou a adaptação da novela Hogfather de  Terry Pratchett, em duas partes, produzida pela Sky One. Ele deu voz ao Anjo da Morte, a personagem principal da novela.

## Morte
Morreu subitamente na manhã de 9 de Fevereiro de 2007, com 72 anos de idade. Ele sofreu um ataque cardíaco, enquanto dormia. De acordo como seu agente, não estava doente e tinha começado as filmagens de um episódio de Midsomer Murders na semana anterior à sua morte.
Deixou mulher, Maroussia Frank, também atriz, e dois filhos, um dos quais, Miles Richardson, é ator da Royal Shakespeare Company.